# Psilogramma tanimbarica
Psilogramma tanimbarica là một loài bướm đêm thuộc họ Sphingidae. Loài này có ở Indonesia.

## Phân loài
- Psilogramma tanimbarica tanimbarica (Tenimber)
- Psilogramma tanimbarica babariensis (Eitschberger, 2010) (quần đảo Babar)